# Chris Barber

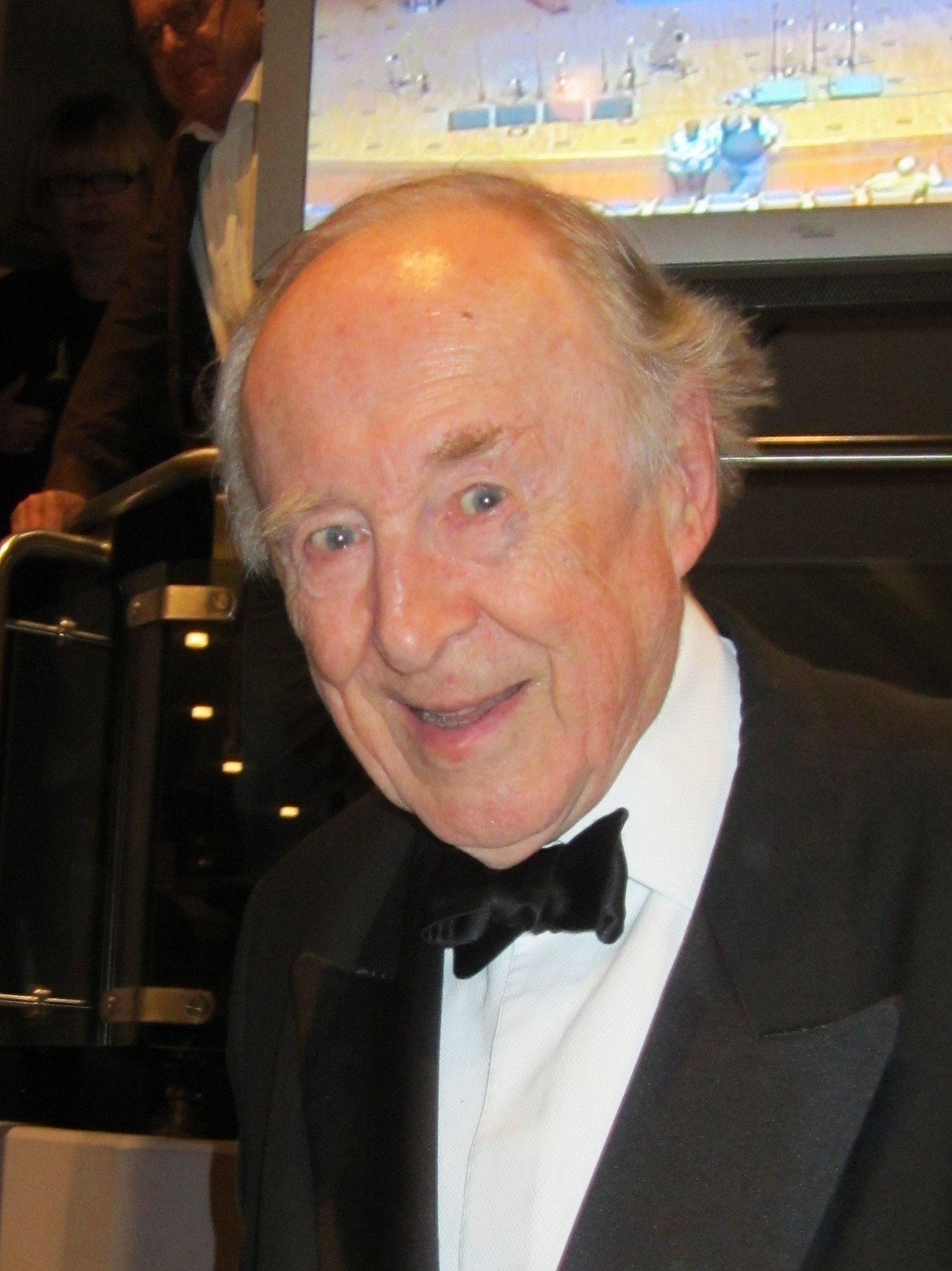
Chris Barber, 2014

Christopher Donald „Chris“ Barber OBE (* 17. April 1930 in Welwyn Garden City, Hertfordshire; † 2. März 2021) war ein britischer Posaunist, Kontrabassist, Sänger und Bandleader. Er hat trendsetzend die Entwicklung eines eigenständigen britischen Jazz, aber auch die europäische Blues-Szene beeinflusst.

## Anfänge
Barber wurde 1930 am nördlichen Rand von London geboren. Sein Vater war Wirtschaftswissenschaftler, seine Mutter eine sozialistische Bürgermeisterin. Sein erstes Instrument war die Geige. Einem Zufall war es später zu verdanken, dass er Bläser wurde: Ein Posaunist bot ihm ein Instrument an, und Barber hatte gerade genügend Geld zur Verfügung. Er studierte dann Posaune und Kontrabass an der Londoner Guildhall School of Music and Drama.
Ab 1949 spielte er Posaune in der Jazzband von Humphrey Lyttelton, bevor er im Januar 1950 selbst eine Amateurband unter dem Namen Chris Barber’s New Orleans Band gründete. Diese Band von acht Musikern, darunter Alexis Korner an der Gitarre und Barber am Kontrabass, spielte sowohl traditionelle Jazz- als auch Bluestitel. Barber hatte eine Ausbildung zum Versicherungsmathematiker gemacht, entschied sich aber 1951, seinen Job in einem Versicherungsbüro aufzugeben und wurde im folgenden Jahr Berufsmusiker. Die professionelle Chris Barber’s Jazzband entstand im Januar 1953 durch die Auflösung einer anderen Band unter Leitung von Ken Colyer, die sich aus den Mitgliedern Monty Sunshine (Klarinette), Lonnie Donegan (Banjo), Jim Bray (Bass) und Ron Bowden (Schlagzeug) rekrutierte.
Als Ken Colyer’s Jazzmen fand ihr offizielles Debüt im April 1953 in Kopenhagen statt, wo bis Mai 1953 auch 22 Aufnahmen für das neue dänische Plattenlabel Storyville Records entstanden. Am 2. September 1953 nahmen die Band in London die LP New Orleans to London mit Barber auf. Hierauf ist auch der Klassiker Isle of Capri enthalten, der von der BBC gespielt wurde und als Single beachtliche Umsätze einspielte. Pat Halcox (Trompete) schloss sich der Gruppe im Mai 1954 an und ersetzte den Musikpuristen Colyer, der im Streit über den Stil der Band gegangen war. Repertoire blieb weiterhin der traditionelle amerikanische Jazz im Stile von New Orleans sowie Blues- und Folkstücke. Nun wurde Chris Barber zum Namensgeber und Leiter der Band, die jetzt die typische Traditional-Jazz-Besetzung aufwies. Im September 1954 entstand für Storyville Records der Titel Ice Cream (#A45000), eine Coverversion des 1927 von Fred Waring and His Pennsylvanians und im August 1944 durch George Lewis eingespielten Originals. Dieser Song war seitdem Barbers Markenzeichen und kennzeichnete Jahrzehnte lang das Ende seiner Konzerte.
„In einigen Londoner Nachtclubs wurde so etwas wie Jazz gespielt“, sagte Barber über die Zeit zwischen den beiden Weltkriegen. „Amerikanische Jazzmusiker arbeiteten im Orchester an Orten wie dem Savoy.“ Blues-Musik fand aber keine größere Anerkennung. Das änderte sich in den 1950er Jahren, als Barber der Musikrichtung wieder zu mehr Aufmerksamkeit verhalf.

## Erste Plattenaufnahmen unter Leitung von Chris Barber

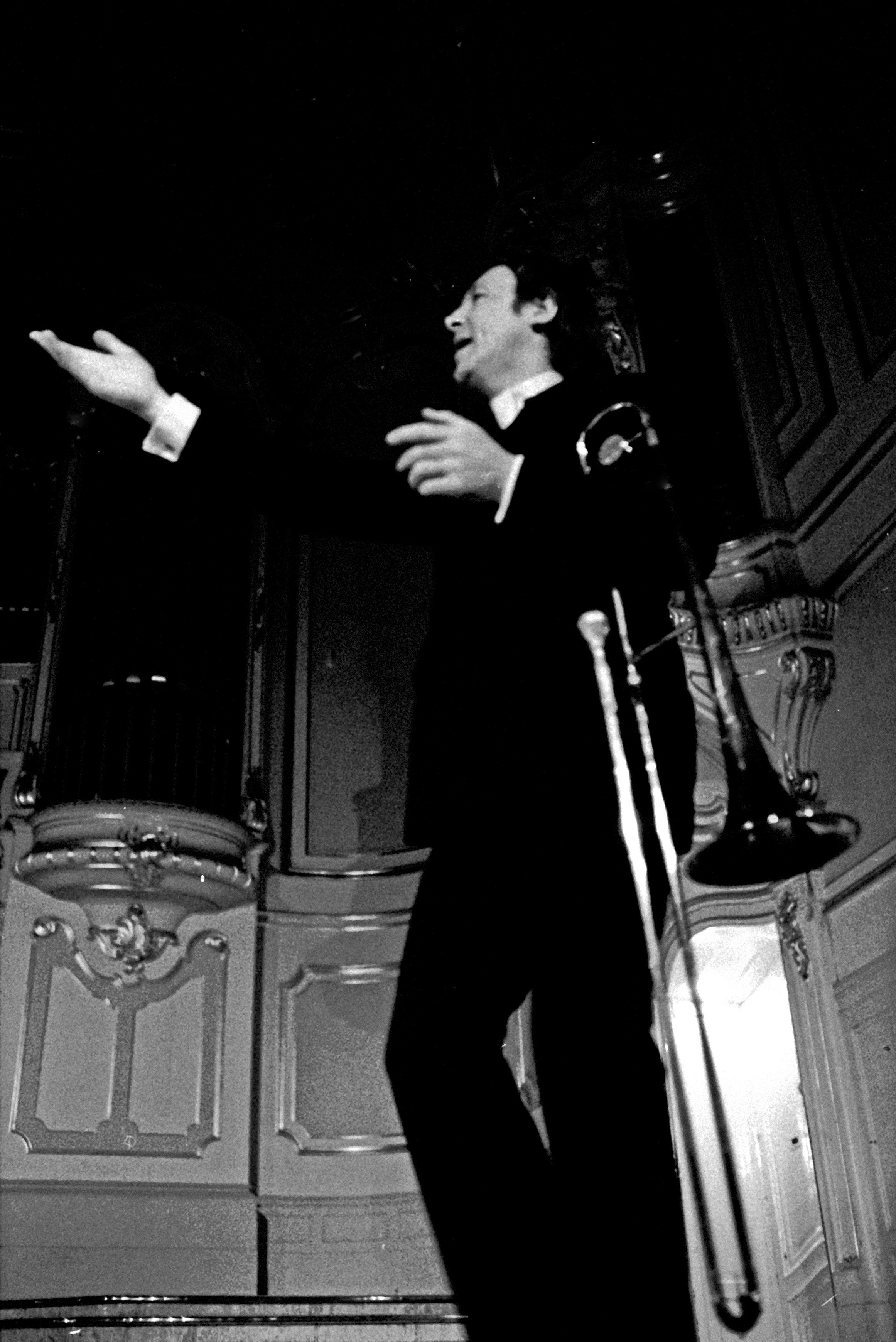
Chris Barber, 1972

Im Juli 1954 wurden acht Titel für die LP New Orleans Joys in London eingespielt. Man nannte sich Chris Barber’s Jazz Band & Skiffle Group in der Besetzung Pat Halcox (Kornett), Chris Barber (Posaune und Kontrabass), Monty Sunshine (Klarinette), Lonnie Donegan (Banjo, Gitarre und Gesang), Jim Bray (Bass), Ron Bowden (Schlagzeug) und Beryl Bryden (Waschbrett bei den zwei Skiffle-Songs). Zwei der Titel waren Rock Island Line und John Henry von der Lonnie Donegan Skiffle Group. Im Januar 1955 schloss sich Ottilie Patterson, eine britische Bluessängerin der Band an, in der sie (zwischen 1959 und 1983 als Barbers Ehefrau) bis 1963 regelmäßig sang.
Es folgte eine Reihe von trendsetzenden LPs, die die Popularität des in England entstandenen „Trad Jazz“ weiter festigten. Aus den LPs wurden einige Singles ausgekoppelt, die jedoch nicht ihren Weg in die britische Hitparade fanden. Die Band konzentrierte sich auf LPs, unter denen sich auch einige Live-Mitschnitte befanden. Diese LPs enthalten die gesamte Bandbreite des spezifischen New-Orleans-Jazz und -Blues und einiger Traditionals. Besonders zur Geltung kamen dort die atmosphärischen Live-Mitschnitte aus Konzerten. Als lange verschollen galten in diesem Zusammenhang die Aufnahmen eines Konzerts vom 18. April 1954 in der Royal Festival Hall, wo einem begeisterten Publikum insgesamt 17 Titel präsentiert wurden, die inzwischen auf CD erhältlich sind. Im April 1956 verließ Donegan die Band, um als Namensgeber der eigenen Band den Erfolg seines Hits Rock Island Line auszubauen. Für ihn kam kurzzeitig der Gitarrist und Banjo-Spieler Dick Bishop, allerdings lediglich für drei Monate. Lange genug, um bei der Aufnahmesession für die LP Chris Barber Plays (Vol. 3) mitzuspielen.

## Millionenseller

Chris Barber – Petite Fleur (Großbritannien)

Nicht nur Glenn Miller, sondern auch Chris Barber hat Deutschland nach dem Krieg den Swing gebracht. Der Brite und seine Band waren hier in den 1950er-Jahren so bekannt wie später die Beatles.
Für die LP Chris Barber Plays (Vol. 3) griff Barber eine Komposition des aus New Orleans stammenden Sidney Bechet auf, die dieser erstmals im Januar 1952 in Paris aufgenommen hatte: Petite fleur, in Bechets Originalfassung mit Sopransaxophon gespielt. Barber nahm den Instrumentaltitel im September 1955 auf, eine weitere Fassung vom Oktober 1956 erschien dann auf seiner LP. Hierauf wird Joe Meek als Tontechniker – zuständig für die Balance – erwähnt. Weitere Fassungen folgten, immer mit Klarinettist Monty Sunshines vibratoreichem Solo, das einen glatten Übergang zu Dick Bishops zitherähnlichem Gitarrensolo gewährleistet. Erstmals als Single ausgekoppelt aus der LP Chris Barber Plays (Vol. 3) wurde die Semi-Jazz-Version, auf der Barber selbst nicht zu hören ist, im Jahre 1958. Nur in England erschien als B-Seite der Bugle Boy Rag, ansonsten weltweit der Wild Cat Blues.
Pye Records entschloss sich im Januar 1959 zur Wiederveröffentlichung – mit Erfolg. Als Pye Nixa #NJ2026 kam sie im Februar 1959 in die britischen Charts, wo sie bis auf Rang drei vordrang. Parallel in den USA veröffentlicht, erreichte sie hier Platz fünf der Pop-Hitparade, entwickelte sich zum Millionenseller und wurde Barbers Markenzeichen. Auch in Deutschland rückte der Titel nach seiner Veröffentlichung im März 1959 bis auf den zweiten Platz vor. 1959 war Barbers Band als Folge dieses Hits die erste britische Jazzband in den USA, die live in der Ed Sullivan Show auftreten durfte, und ebenso die erste britische Band, die beim Monterey Jazz Festival auftrat.

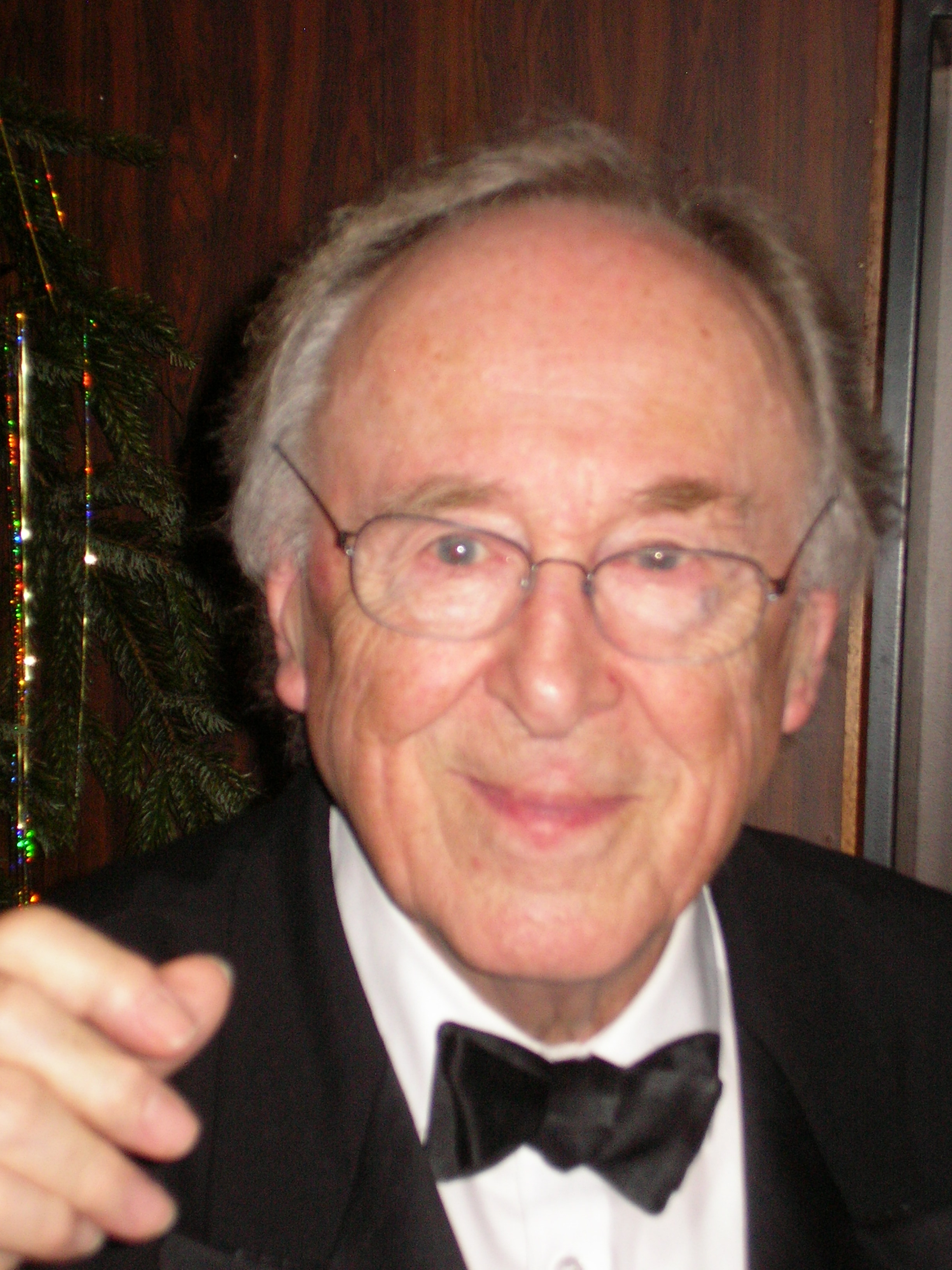
Chris Barber, 2010

Eddie Smith ersetzte rechtzeitig Bishop für Chris Barbers LP In Concert (aufgenommen am 15. Dezember 1956 in der Royal Festival Hall). Smith spielte auch auf Chris Barber Plays (Vol. 4), wo er ein seltenes Banjo-Solo bei When the Saints Go Marching In übernahm. Aufgrund seiner musikalischen Wurzeln brachte Barber ab 1960 viele amerikanische Interpreten nach England, so Sister Rosetta Tharpe (Tour im November 1957), Brownie McGhee und Sonny Terry (Mai 1958), Muddy Waters (Oktober 1958) und Louis Jordan (Dezember 1962) und bereicherte mit diesen seine LP-Aufnahmen.
Während seiner langen Karriere hat Barber vielen Musikern als Förderer den Weg geebnet. 1958 eröffnete er zusammen mit einem Geschäftspartner den legendären Londoner Marquee Club, in dem viele zukünftige Rockstars auftraten, darunter die Yardbirds und die Rolling Stones.
Barber verblüffte 1964 die Traditionalisten, indem er den Blues-Gitarristen John Slaughter in die Besetzung aufnahm, der abgesehen von einer Pause zwischen April 1978 und August 1986, als Roger Hill den Platz übernahm, bis kurz vor seinem Tod im Jahr 2010 in der Band spielte. Barber fügte als Nächstes eine zweite Klarinette/Saxophon hinzu und diese Besetzung hielt bis 1999. 2001 fügte Barber den Posaunisten/Arrangeur Bob Hunt und eine weitere Klarinette und Trompete hinzu. Diese elfköpfige Big Chris Barber Band bot ein breiteres Spektrum an Musik, beruhte aber im Kern auf der traditionellen sechsköpfigen New-Orleans-Besetzung. 1967 nahm Chris Barber das Instrumentalstück Catswalk, komponiert 1960 von Paul McCartney und von den Beatles in Liverpool im gleichen Jahr aufgenommen, unter dem Titel Cat Call in einem Arrangement von George Martin (mit McCartney als Hintergrundsänger) auf und veröffentlichte es als Single.
In den 1970er Jahren übernahm Barber auch Rockelemente in seine Musik, tourte mit Wild Bill Davis (Juni 1976) und John Lewis (1978). Ab 1976 präsentierte er die Musik Duke Ellingtons. Im April 1980 erschien seine in Kooperation mit Dr. John entstandene LP Take Me Back to New Orleans, die ihn wieder auf die Wurzeln seines Erfolges zurückbrachte. 1991 wurde er wegen seiner Verdienste um die Musik mit dem Verdienstorden The Most Excellent Order of the British Empire (OBE) ausgezeichnet. Im Juni 2006 erhielt er die Ehrendoktorwürde der Universität Durham und im September 2013 wurde er für seine Verdienste um die Popularisierung des Blues in Europa im Rahmen des Lahnsteiner Bluesfestivals mit dem dort jährlich vergebenen „Blues-Louis“ ausgezeichnet. 2014 wurde er für sein Lebenswerk mit der German Jazz Trophy geehrt. 2014 veröffentlichte er seine Autobiografie Jazz Me Blues, zusammen mit Co-Autor Alyn Shipton.
Während seiner langen Karriere hat Barber vielen Musikern als Förderer den Weg geebnet. Selbst im hohen Alter gab er noch 100 Konzerte im Jahr und unterhielt sein Publikum mit seinen Hits. Zeit seines Lebens blieb er einerseits dem frühen New-Orleans-Jazz treu, war aber gleichzeitig offen für andere Musikrichtungen. Die Kompilation von 2011, Memories of My Trip, die gemeinsame Aufnahmen mit Stars wie Eric Clapton, Van Morrison und Mark Knopfler aus den letzten Jahrzehnten versammelt, verdeutlicht dies. Erst 2019 zog sich Barber nach einem Sturz nach sieben Jahrzehnten im Musikgeschäft ins Privatleben zurück. Chris Barber, der an einer Demenz-Erkrankung litt, starb am 2. März 2021.

## Besetzung der Band
Die Big Chris Barber Band besteht 2021 aus:
- Bob Hunt – Posaune, Arrangements
- Magic Mike Henry – Trompete, Flügelhorn
- Gabriel Garrick – Trompete, Gesang
- Trevor Whiting – Klarinette, Tenorsaxophon
- Nick White – Klarinette, Altsaxophon, Baritonsaxophon
- Ian Killoran – Klarinette, Altsaxophon
- Joe Farler – Banjo, Gitarre
- John Day – Kontrabass
- John Watson – Schlagzeug

Als Amy Roberts 2011 in der Band zu spielen begann, studierte sie noch am Royal Northern College of Music und konnte deswegen nicht alle Termine wahrnehmen. Der niederländische Saxophonist Bert Brandsma hat oft für sie ausgeholfen, bevor er von 2012 bis 2020 festes Bandmitglied war.

## Diskografie (Auswahl)

### Singles
Storyville:

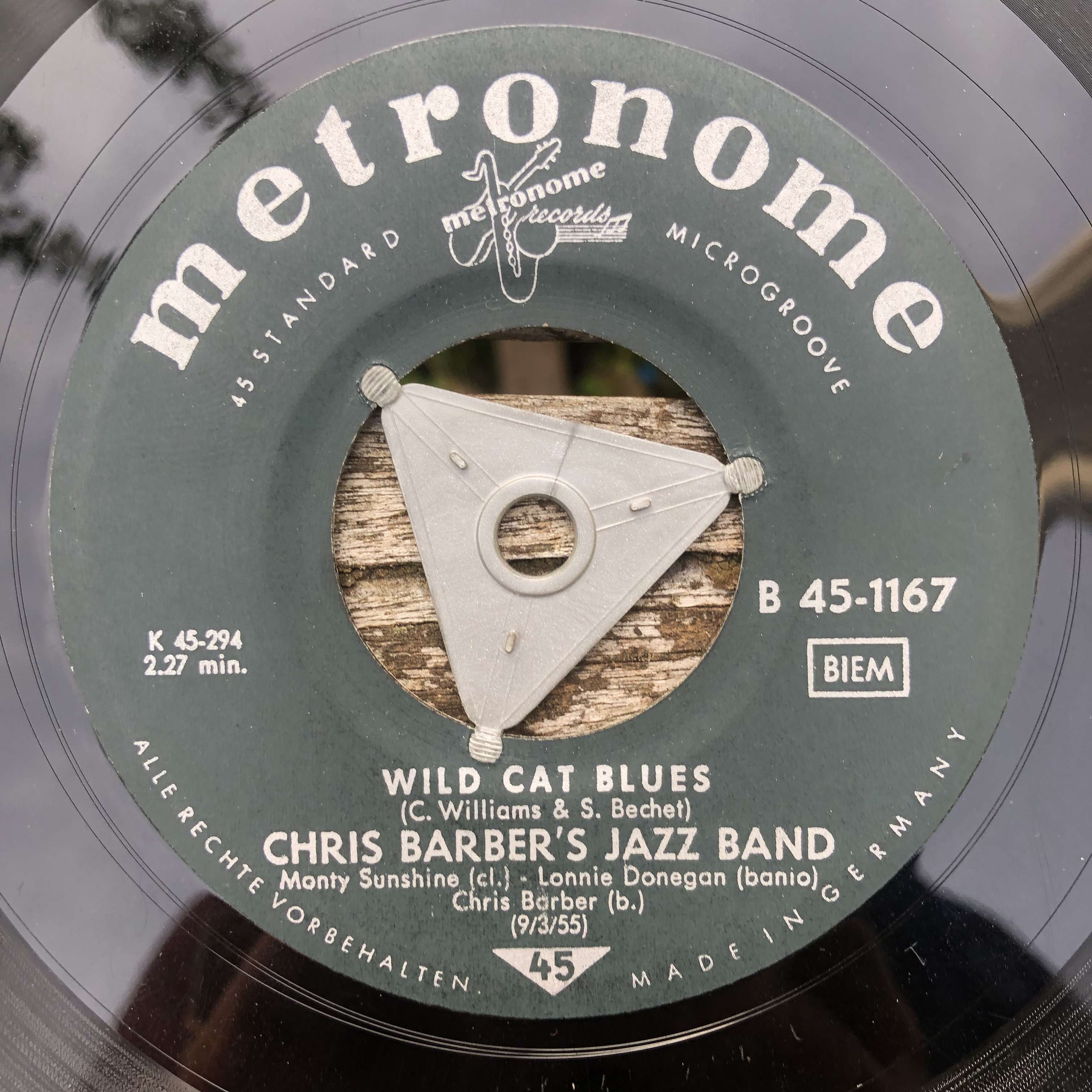
„Wild Cat Blues“ von Clarence Williams und Sidney Bechet in der Version von Chris Barber's Jazz Band, in Deutschland 1957 erschienen bei Metronome Records

- Down by the Riverside / Ice Cream (#A45000), 10. September 1954
- Bugle Boy March / Maryland, My Maryland (#A45002), 1955
- Tiger Rag / Precious Lord, Lead Me on (#A45003), 1955
- When The Saints Go Marching In / South (#A45006), 1955

Pye-Nixa (Jazz-Label):
- I Love My Baby / Kay-Cee Rider (#15109), November 1957
- Tuxedo Rag / Brown Skin Mama (#2004), 1958
- High Society / Papa-De-Da-Da (#2007), 1958
- Whistlin' Rufus / Hushabye (#2011), 1958
- Beale Street Blues / Jail-House Blues (#2015), 1958
- Can’t You Line ’em / Gipsy Dave (#2017), 1958
- Old Rugged Cross / Bye and Bye (#2020), 1958
- When the Saints Go Marchin’ In (Part 1 and Part 2) (#2023), 1958
- Petite fleur / Bugle Boy March (#2026), 1958
- Bourbon Street Parade / New Blues (#5018), Dezember 1958
- Petite Fleur / Wildcat Blues (#2026), Januar 1959
- Bill Bailey Won’t You Please Come Home / Wild Cat Blues (#2030), 1959
- Lonesome / Creole Song (Columbia #4333), Oktober 1959
- Revival (Columbia #2166), Januar 1962

### LPs(in Klammern: Aufnahmedatum)
Ken Colyers Jazzmen:
- New Orleans To London (Decca LF 115): Goin’ Home, Isle of Capri, Harlem Rag, La Harpe Street, Stockyard Strut, Cataract Rag, Early Bours, Too Busy (2. September 1953)

Chris Barber’s Jazzband:
- New Orleans Joys (Decca LF 1152): Bobby Shaftoe, Chimes Blues, The Martinique, New Orleans Blues, Merrydown Rag, Stevedore Stomp; (als Lonnie Donegan Skiffle Group): Rock Island Line und John Henry (13. Juli 1954)
- The Lost Royal Festival Hall Tapes mit Titeln von Ken Colyers Jazzmen (2–9 und 16–18) und Ken Colyer’s Skiffle Group with Lonnie Donegan (10–13), jeweils mit Chris Barber. 2–9: Put on Your Old Grey Bonnet, Lord Lord Lord You Sure Been Good To Me, Harlem Rag, Original Tuxedo Rag, Michigan Water Blues, At a Georgia Camp Meeting, Black and Tan Fantasy, Burbon Street Rag. 10–13: This Train, The Cotton Song, Casey Jones, Good Morning Blues. 14–18: Easter Parade, We Sure Do Need Him Now, Joplin’s Sensation, Temple Blues, Bobby Shaftoe (18. April 1954)
- On a Christmas Day / White Christmas (27. September 1954, Abbey Road-Studios)
- Chris Barber’s Jazzband (Live im Old Fellow Palais; Storyville SLP 100): Bugle Boy March, Down Home Rag, Makin’ Whoopee, Maryland My Maryland, Saint Georges Rag, Wabash Blues, South (10. Oktober 1954)
- Royal Festival Hall: Bury My Body, Diggin’ My Potatoes (30. Oktober 1954); hier auch Barber in der Lonnie Donegan Skiffle Group (Donegan: Gesang/Gitarre, Pat Halcox (Piano) und Chris Barber (Kontrabass): Ice Cream (Gesang: Halcox) und Oh, Didn’t He Ramble (Gesang: Monty Sunshine))
- Chris Barber Plays The Music of Clarence and Spencer Williams (Nixa 500): You Don’t Understand (3. März 1955), Everybody Loves My Baby, Careless Love, Papa De-Da-Da (8. März 1955), Tishomingo Blues, Wildcat Blues, Uggly Child (9. März 1955), High Society (18. März 1955)
- Echoes of Harlem (Nixa NJL 1): Diga Diga Doo (13. Januar 1955), Here Comes My Blackbird (1. September 1955), Can’t We Get Together (9. September 1955), Doin’ The Crazy Walk, Baby, I Can’t Give You Anything But Love (16. September 1955), Magnolia’s Wedding Day, Dixie Cinderella, New St. Louis Blues (25. September 1955), Sweet Savannah Sue, Porgy (29. September 1955)
- Chris Barber Plays (Vol. 2) (Nixa NJT 502): Whistlin’ Rufus, Big House Blues, April Showers (20. März 1956), One Sweet Letter from You, Hushabye (26. März 1956), We Shall Walk Through The Valley (4. April 1956)
- Chris Barber Plays (Vol. 3) (Nixa NJT 505): Thriller Rag, Wabash Blues, Texas Moaner (9. Oktober 1956), Bugle Call Rag, Petite Fleur (10. Oktober 1956), Sweet Georgia Brown (15. Oktober 1956)
- Chris Barber Plays (Vol. 4) (Nixa NJT 508): Old Rugged Cross, When You and I Were Young (26. August 1957), When the Saints Go Marching In, Bye And Bye, Olga, Pound of Blues, Just a Closer Walk with Thee (12. September 1957)
- Sonny, Brownie And Chris (Nixa NJT 515): (2. Mai 1958)
- Chris Barber Band Box (Vol. 1) (Columbia 33SX 1158): Hot House Rag, Swanee River (16. Januar 1959), Give Me Your Telephone Number, I’m Gonna Wash That Man Right Out Of My Hair (22. Januar 1959), Elite Syncopation, The Favorite, The Entertainer, (25. Januar 1960), Hiawatha Rag, Si tu vois ma mère, Darling Nellie Gray, Golden Striker (29. Januar 1959), Squeeze Me (3. Februar 1959)
- Chris Barber Band Box (Vol. 2) (Columbia 33SX 1245): Bohemia Rag, St. George’s Rag, The Peach (12. Januar 1960), Swipsy Cakewalk, Cole Smoak, Reindeer Rag, Georgia Cakewalk (4. Februar 1960)
- Chris Barber in Copenhagen (Live at the K.B. Hall): Market Street Stomp, Soudan, Beautiful Dreamer, Going to Town, Blue Turning Grey over You, Margie, Rent Party, High Society (1. März 1960)
- Best Yet (Columbia 33SX 1401): ‘T’ain’t What You Do (6. Oktober 1961), Lazy River, Slevedore Stomp, Moose March (13. Oktober 1961), Gonna Build A Mountain (27. Oktober 1961), We Shall Walk through the Streets of the City, Basin Street Blues, Chiquita, Yvette, If You Can’t Be Good Be Careful, I Can’t Give You Anything But Love (9. Januar 1962).
- Chris Barber in Berlin, 26. November 1968
- Chris Barber’s Travelling Band: Get Rolling, Black Lion Records 1970
- Echoes of Ellington, Vol. 1, 3. Juni 1976
- Echoes of Ellington, Vol. 2, 1976
- Echoes of Ellington, 1978
- Come Friday, 1979 (Jeton, Direct-to-Disc Recording)
- Take Me Back to New Orleans, April 1980
- South Rampart Street Parade, 1981 (Jeton, Direct-to-Disc Recording)
- Creole Love Call, Timeless Records 1982
- Barbican Blues, Black Lion Records 20. April 1982
- »Who’s Blues«, 1984 (Jeton, Digital Recording)
- Stardust, Timeless Records 16. Mai 1988
- Get Yourself To Jackson Square (mit Dr. John), Sonet Records 1989
- Copulatin’ Jazz: The Music of Perseverance Hall, 1993
- Live at the BP Studienhaus, 28. November 1997 (Aufnahmen: 27. und 29. September 1997, Hamburg)
- Cornbread, Peas & Black Molasses, live, 1999
- Memories of My Trip, 2011
- The Big Chris Barber Band 2011 European Tour[16]